# Симагино
Симагино (до 1948 — Йоутселькя, фин. Joutselkä) — посёлок в Первомайском сельском поселении Выборгского района Ленинградской области.

## Название
Буквальный перевод финского названия деревни означает «Лебединая гряда».
27 июля 1947 года по решению исполкома Хаапальского сельсовета деревне Йоутселькя было придумано новое наименование — Малая Малиновка. Вскоре название изменили на Петровская, так как 9 мая 1703 года у деревни Йоутселькя произошло сражение между войсками Карла XII и Петра I. Но полгода спустя деревню вновь переименовали в Симагино с обоснованием: «в память лейтенанта Симагина Н. П., погибшего на территории Райволовского района».
Переименование было закреплено указом Президиума ВС РСФСР от 13 января 1949 года.

## История
В 1555 году близ деревни произошло сражение между русским войском и шведо-финляндским гарнизоном крепости Кивеннапа, на стороне которого выступило местное карельское ополчение, окончившееся победой последних. Памятник битве при Йоутселькя, установленный 5 июля 1931 года, пережил две войны и лишь в 1973 году был полностью уничтожен по распоряжению местной администрации. На его месте теперь находится глубокая воронка, заполненная обломками камней.
По первому перечню деревень Кивеннапской волости, датированному 1559 годом, в Йоутселькя имелось 24 налогооблагаемых крестьянских хозяйства.
- Деревня Йоутселькя на финской карте 1923 года

До 1939 года деревня Йоутселькя входила в состав волости Кивеннапа Выборгской губернии Финляндской республики.
С 1 мая 1940 года по 30 сентября 1948 года — в составе Хаапальского сельсовета Каннельярвского (Райволовского) района.
С 1 июля 1941 года по 31 мая 1944 года — финская оккупация.
С 1 октября 1948 года — в составе Ленинского сельсовета Рощинского района.
С 1 января 1949 года учитывается административными данными как деревня Симагино. В ходе укрупнения хозяйства к деревне было присоединено соседнее селение Яппинен.
В 1950 году население деревни составляло 108 человек. В 1958 году население деревни составляло 26 человек.
С 1 февраля 1963 года — в составе Выборгского района.
Согласно данным 1966, 1973 и 1990 годов посёлок Симагино входил в состав Ленинского сельсовета.
В 1997 году в посёлке Симагино Ленинской волости проживал 1 человек, в 2002 году — 43 человека (русские — 86 %).
В 2007 году в посёлке Симагино Первомайского СП проживали 3 человека, в 2010 году — 11 человек.

## География
Посёлок расположен в южной части района на автодороге А180 (Парголово — Огоньки).
Расстояние до административного центра поселения — 11 км.
Расстояние до ближайшей железнодорожной платформы Репино — 12 км.
К западу от посёлка находится озеро Симагинское. К югу от посёлка протекает река Сестра.

## Демография
| 2007 | 2010 | 2017 | 2021 |
| ---- | ---- | ---- | ---- |
| 3    | ↗11  | ↗18  | ↗144 |

## Улицы
Водопадная, Лесной переулок, Озёрная, Параллельный тупик, Прибрежная, Речная, Светлая, Северная, Центральная.

## Садоводства
Авантаж.